# Emilio Dublanc
Emilio Dublanc (La Plata, 1911-Ciudad de Buenos Aires, 1990) fue un compositor músico argentino que, junto con Carlos Guastavino, Alberto Ginastera, y otros compositores, se ubica como uno de los grandes expositores del nacionalismo romántico Argentino.
Entre sus obras se pueden encontrar gran cantidad de obras instrumentales y corales, siendo mayormente conocido por estas últimas. En su escritura rescata elementos de la tradición popular Argentina, siendo esto apreciable no solo en plano musical, sino también en otros aspectos como en el uso de poesías nacionales para la lírica de sus composiciones vocales.
Entre sus obras se destacan:
-La Estrella (para coro de niños)
-10 composiciones corales (op.28, para voces mixtas)
-Pajarín carpintero (op. 47, para coro a 3 voces)
-Acuarela porteña (op. 54, para orquesta sinfónica)